# Maria Vander Meirsch
Maria Vander Meirsch (Berlare, 15 juni 1916 – Dendermonde, 1 oktober 1998) was een Belgisch sopraan.
Ze was dochter van René Alphons Vander Meirsch en Cordulla De Wolf. Ze was enige tijd getrouwd met componist/dirigent Hendrik Diels, die ook bij de Antwerpse opera was aangesloten, net als diens broer Joris Diels.
Ze kreeg haar muziekopleiding aan het conservatorium van Antwerpen van zangeres Ontrop en Willem Taeymans (lyrische kunst). Ze kreeg voor haar kunne voor beide afdelingen de Ernest Van Dijck-prijs. Al vroeg in haar leven maakte ze haar debuut op de planken als ook op de radio (operettezangeres). Van 1936 tot 1967 was ze verbonden aan de Koninklijke Vlaamse Opera in Antwerpen. Ze vertolkte daarbij tal van rollen, ook in Nederlandse of naar het Nederlands vertaalde opera’s.